# Ribecourt British Cemetery
Ribecourt British Cemetery is een Britse militaire begraafplaats met gesneuvelden uit de Eerste Wereldoorlog, gelegen in de Franse gemeente Ribécourt-la-Tour (Noorderdepartement). De begraafplaats ligt bijna 500 m ten zuidoosten van het dorpscentrum (Église Saint-Léger) in een splitsing van twee wegen waardoor ze een nagenoeg driehoekig grondplan heeft. Ze ligt hoger dan het straatniveau. Hierdoor bestaat de toegang uit een bordes met aan weerszijden een trap met negen treden. Het Cross of Sacrifice staat vlak bij de ingang. Een deel van de graven in perk I liggen hoger dan de andere graven (een trap met 6 treden leidt er naartoe). De begraafplaats is 1.002 m² groot en wordt aan drie zijden omgeven door een natuurstenen muur. 
De begraafplaats wordt onderhouden door de Commonwealth War Graves Commission en er worden 290 doden herdacht waaronder 19 niet geïdentificeerde..
Op het grondgebied van het dorp ligt ook nog de Ribecourt Railway Cemetery.

## Geschiedenis
Ribécourt werd op 20 november 1917 ingenomen door troepen van de 6th Division, maar aan het einde van de Slag bij Cambrai bleef het dorp net binnen de Britse frontlinie. In maart 1918 kwam het na het Duitse lenteoffensief in vijandelijke handen maar op 27 september datzelfde jaar werd het heroverd door de 3th en de 42nd (East Lancashire) Divisions. De begraafplaats werd aangelegd door manschappen van de 6th Division in november 1917 en werd met tussenpozen gebruikt tot maart 1918. In september en oktober 1918 werden nog graven aan toegevoegd.
Onder de geïdentificeerde doden zijn er 249 Britten, 22 Nieuw-Zeelanders en 2 Duitsers. Voor 81 slachtoffers werden Special Memorials opgericht omdat hun graven door artillerievuur werden vernietigd en niet meer teruggevonden werden.

## Onderscheiden militairen
- Samuel Frederick B. Blackwell, kapitein bij het Norfolk Regiment werd onderscheiden met de Distinguished Service Order (DSO).
- Robert Samuel Flood, kapitein bij de Royal Irish Fusiliers, Roger Searle Whitmore, kapitein bij de King's Shropshire Light Infantry, Harry Cleal, onderluitenant bij het Essex Regiment en John Alfred Hobson, onderluitenant bij het Machine Gun Corps werden onderscheiden met het Military Cross (MC).
- Alfred William Green, soldaat bij het Essex Regiment werd onderscheiden met de Distinguished Conduct Medal (DCM).
- George Errington Whitfield, kanonnier bij de New Zealand Field Artillery werd onderscheiden met de Meritorious Service Medal (MSM).
- de korporaals H.R. Clark, W. Riley, S. Hill en Sydney P. Curd en de soldaten J. Broomhall en A. Salmond werden onderscheiden met de Military Medal (MM).